# Гюнтер XXXVIII (Шварцбург-Бланкенбург)
Гюнтер XXXVIII фон Шварцбург-Бланкенбург (на немски: Gunther XXXVIII Graf von Schwarzburg-Blankenburg; * 1450 в Рудолщат; † 19 ноември 1484 при Делменхорст при Бремен) е граф на Шварцбург-Бланкенбург.
Той е син (от 11 деца) на граф Хайнрих XXVI фон Шварцбург-Зондерсхаузен-Бланкенбург (1418 – 1488) и съпругата му принцеса Елизабет фон Клеве (1420 – 1488), дъщеря на херцог Адолф II фон Клеве-Марк († 1448) и Мария Бургундска († 1463). Брат е на Хайнрих XXVII фон Шварцбург (1440 – 1496), архиепископ на Бремен (1463 – 1496), епископ на Мюнстер (1466 – 1496), и на граф Гюнтер XXXIX фон Шварцбург-Зондерсхаузен (1455 – 1531).
Гюнтер XXXVIII фон Шварцбург е убит на 34 години в битка на 19 ноември 1484 г. при Бремен и е погребан в катедралата на Бремен.

## Фамилия
Гюнтер XXXVIII фон Шварцбург-Бланкенбург се жени 1470 г. за Катерина фон Кверфурт (* ок. 1450; † 22 февруари 1521, Келбра), дъщеря на Бруно VI фон Кверфурт († 1496) и Анна фон Глайхен-Тона († 1481). Те имат децата: 
- Хайнрих XXI фон Шварцбург-Бланкенбург (* 30 ноември 1473; † 4 август 1526, Нордхаузен), граф на Шварцбург-Бланкенбург-Зондерсхаузен, женен I. 1498 г. за графиня Маргарета фон Хонщайн († 28 юни 1504), II. 1506 г. за графиня Анна фон Насау-Визбаден-Идщайн (* 19 юли 1490; † 10 ноември 1550)
- Катарина фон Шварцбург (* ок. 1475; † 27 ноември 1514, погребана в Ханау), омъжена 1496 г. за граф Райнхард IV фон Ханау-Мюнценберг (* 14 март 1473; † 30 януари 1512)
- Маргарета фон Шварцбург (* 1482; † 1 февруари 1518), омъжена 1502 г. за ландграф Йохан IV фон Лойхтенберг (* 1470; † 1 септември 1531)
- Барбара фон Шварцбург († ок. 26 март 1523 в манастир Илм), от 1522 г. абатиса на манастир Илм

Вдовицата му Катерина фон Кверфурт се омъжва втори път 1497 г. за граф Филип II фон Валдек († 1524).

## Галерия
- Дъщеря му Катарина фон Шварцбург-Бланкенбург, църквата „Св. Мария“, Ханау